# Công viên Dân tộc học ở Tokarnia
Công viên Dân tộc học ở Tokarnia (tiếng Ba Lan: Park Etnograficzny w Tokarni) là một bảo tàng ngoài trời tọa lạc ở làng Tokarnia, xã Chęciny, huyện Kielecki, tỉnh Świętokrzyskie, Ba Lan. Công viên Dân tộc học ở Tokarnia là một chi nhánh của Bảo tàng Vùng quê Kielce ở Kielce.

## Lịch sử
Bảo tàng ngoài trời được thành lập vào năm 1976 theo khởi xướng của giáo sư Roman Reinfuss, và chính thức mở cửa cho công chúng vào một năm sau.

## Hoạt động
Trong bảo tàng ngoài trời, các ngôi làng từ các vùng khác nhau của vùng Kielce được tái tạo và trưng bày, bao gồm các ngôi làng từ Dãy núi Świętokrzyskie, Lưu vực Nidziańska, Vùng cao Sandomierz và Vùng cao Kraków-Częstochowa. Diện tích của bảo tàng ngoài trời là 65 ha. Bảo tàng quy tụ 38 khu phức hợp các tòa nhà, tái hiện phong cảnh nông thôn trong hai thế kỷ 18 và 19.
Bảo tàng ngoài trời là một trong những địa điểm thu hút khách du lịch ghé thăm nhiều nhất ở tỉnh Świętokrzyskie. Vào năm 2008, bảo tàng đón tiếp hơn 70.000 khách tham quan. Ngoài hoạt động triển lãm, bảo tàng còn thực hiện các hoạt động nghiên cứu và xuất bản.